# Aista
Aista je řeka v Litvě, v Suvalkiji, v okresech Kalvarija a Vilkaviškis. Pramení 1 km na jihozápad od obce Aistiškiai, 2 km na jihovýchod hory Vidgirių kalnas. Teče zpočátku směrem východním, poté se stáčí směrem severním, protéká městysem Bartninkai, dále se stáčí do směru severozápadního a do řeky Širvinta se vlévá jako její pravý přítok 34,0 km od jejího ústí do Šeimeny 2 km na sever od vsi Sausininkai.

## Přítoky
- Levé:

| Hydrologické pořadí | Řeka      | Délka (km) | Povodí (km²) | Vzdálenost od ústí (km) | Ústí kde     | Koordináty ústí |
| ------------------- | --------- | ---------- | ------------ | ----------------------- | ------------ | --------------- |
| 15010609            | A - 1     | 4,6        | 5,1          | 10,6                    | Piliakalniai |                 |
| 15010611            | Šiulė     | 6,4        | 6,4          | 8,0                     | Bartninkai   |                 |
|                     | Sakalupis | 2,5        |              | 4,4                     | Sausininkai  |                 |

- Pravé:

| Hydrologické pořadí | Řeka     | Délka (km) | Povodí (km²) | Vzdálenost od ústí (km) | Ústí kde | Koordináty ústí |
| ------------------- | -------- | ---------- | ------------ | ----------------------- | -------- | --------------- |
|                     | Gražupis | 5,0        |              | ~5                      |          |                 |
|                     | A - 2    | 5,0        |              | 1,9                     |          |                 |

## Obce při řece
Aistiškiai, Kuosėnai, Bartninkai, Piliakalniai